# Drosophila hollisae
Drosophila hollisae este o specie de muște din genul Drosophila, familia Drosophilidae, descrisă de Vilela și Guido Pereira în anul 1992. Conform Catalogue of Life specia Drosophila hollisae nu are subspecii cunoscute.